# La Tuta (Herba-savina)
La Tuta és una cavitat del terme de Conca de Dalt, al Pallars Jussà, dins de l'antic terme d'Hortoneda de la Conca, en territori de l'antic poble d'Herba-savina.
Està situada a la paret de la Serra de Pessonada al nord-oest d'Herba-savina, a prop i a llevant del Forat Negre, al nord de l'Espluga del Canalot i a ponent de l'Espluga del Josep.